# 누룩곰팡이
누룩곰팡이(학명: Aspergillus oryzae) 또는 황국균(黃麹菌)은 자낭균류 누룩곰팡이속에 속하는 진균이다. 여러 가지 물질로부터 영양분을 섭취하여 성장하며, 이 중에는 공업에 이용되는 것이 많다.
유성 생식을 할 때는 다세포인 균사체로부터 길쭉한 장낭기와 장정기가 이웃하여 생기며 이들이 서로 얽혀 접합한다. 그 후 주변의 균사가 이것들을 둘러싸면서 작은 공 모양의 작고 노란 자실체를 만든다. 여기에서 분지되어 나온 장낭사는 불규칙적으로 자라 자낭을 만들므로, 자실체 속에는 자낭이 분산되어 만들어지게 된다. 그리하여 자실체가 성숙되면 자낭벽은 녹아 없어지고, 자낭 포자가 자실체 안에서 유리되는데, 자낭 포자는 주위의 균사 조직이 붕괴되면 살포된다. 한편, 무성 생식에서는 균사체에 분생 포자 자루가 생겨 그 끝에 분생 포자가 만들어진다.
누룩곰팡이의 일반적인 번식 방법은 바로 이러한 무성 생식으로, 무성 생식 세대의 것을 '아스페르길루스'라고 한다. 이에 대하여, 이와 비슷한 무리인 푸른곰팡이에서는 무성 생식 세대의 것을 '페니실리움'이라고 한다.

## 같이 보기
- 막걸리
- 메주
- 장